# Лунинець (футбольний клуб)
«Лунинець» (біл. Лунінец) — білоруський футбольний клуб з однойменного міста в Берестейській області, заснований 1999 року. Проіснував всього рік, будучи розформований вже у 2000 році.

## Історія
Заснований у 1999 році. Того ж року приєднався до Другої ліги білоруського чемпіонату. Команда швидко обійшла земляків з «Полісся» (ця команда також базувалася в Лунинці та виступала в Другій лізі протягом декількох сезонів) і з першої ж спроби вийшла до Першої ліги.
У своєму дебютному сезоні в Першій лізі фінішувала на другому місці, програвши єдину путівку на вихід у Вищу лігу клубу «Молодечно». По завершенні сезону 2000 років через фінансові проблеми клуб припинив існування.

## Досягнення
- Перша ліга Білорусі
  -  Срібний призер (1): 2000

- Друга ліга Білорусі (група Б)
  -  Чемпіон (1): 1999

## Відомі гравці
- Михайло Конопелько

## Відомі тренери
- Яків Шапіро